# Хабутдінов Равіль Нізамович
Хабутдінов Равіль Нізамович (15 грудня 1928 — 5 серпня 1997) — російський важкоатлет.
Срібний призер Олімпійських Ігор 1956 року в легкій вазі.
Чемпіон Європи 1957 року в легкій вазі, срібний призер 1956 року в середній вазі.